# 고나희
고나희(2009년 8월 17일 ~ )는 대한민국의 배우, 모델이다.

## 학력
- 2016년 ~ 2022년 화성금곡초등학교
- 2022년 ~ 솔빛중학교

## 경력
- 2019년 제7회 서울구로국제어린이영화제 홍보대사

## 출연

### 방송

#### 드라마
- 2015년 SBS 《어머님은 내 며느리》 - 유캔디 역
- 2015년 SBS 《나의 판타스틱한 장례식》 - 5세 장다은 역 (김민하 아역)
- 2016년 JTBC 《마담 앙트완》 - 소담 역
- 2016년 MBC 《워킹 맘 육아 대디》 - 박은솔 역
- 2016년 네이버TV 《저스티스팀 - 범죄피해자를 구하라》 (웹 드라마) - 헤림 역
- 2017년 MBC 《군주 - 가면의 주인》 - 꼬물이 역
- 2017년 JTBC 《힘쎈여자 도봉순》 - 어린 도봉순 역 (박보영, 신비 아역)
- 2017년 MBC 《돌아온 복단지》 - 오햇살 역
- 2017년 KBS 2TV 《쌈 마이웨이》 - 어린 고동희 역 (조은유 아역)
- 2017년 tvN 《써클: 이어진 두 세계》 - 어린 김민지 역 (최지헌 아역) (특별 출연)
- 2017년 KBS 2TV 《마녀의 법정》 - 어린 윤아름 역 (정인서 아역)
- 2017년 SBS 《해피시스터즈》 - 황수지 역
- 2019년 tvN 《아스달 연대기》 - 도티 역
- 2020년 JTBC 《JTBC 드라마페스타 - 안녕 드라큘라》 - 유라 역
- 2020년 채널A 《거짓말의 거짓말》 - 강우주 역
- 2022년 TV조선 《빨간풍선》 - 지천 역

#### 예능
- 2019년 TvN 《콩트 앤 더 시티》 - 민지 역 (2015.10.30~2016.01.15)

#### 라디오
- 2019년 SBS 파워FM 《정소민의 영스트리트》 - 스페셜 DJ (2019.07.15)

### 영화
- 2017년 《강철비》 - 엄인영 역
- 2018년 《염력》 - 신루미 역
- 2018년 《식구》 - 순영 역
- 2019년 《그대 이름은 장미》 - 4살 현아 역 (채수빈 아역)
- 2019년 《기방도령》 - 알순 역
- 2021년 《제8일의 밤》 - 애란 역 (김유정 아역)

### 광고
- 2010년 교보생명보험 유니버셜 종신보험
- 2016년 삼성전자 삼성 반도체
- 2016년 시티건설
- 2016년 바디프랜드 (With 추성훈, 추사랑)
- 2016년 삼성카드 다이렉트 (With 하석진)
- 2016년 삼성전자 삼성 지펠 아삭 (With 전지현)
- 2016년 엔씨소프트 블레이드 앤 소울 서락 : 낙원
- 2016년 롯데호텔 롯데월드 어드벤처
- 2017년 두드림 아이클타임 - 친구 편 (With 김남주)
- 2018년 닌텐도 슈퍼 마리오 파티 (With 하하, 별)
- 2020년 동서식품 포스트 콘푸라이트 (With 연정훈)

## 수상
- 2019년 제27회 대한민국 문화연예대상 아역상